# Амиркулиев, Рахид Алекпер оглы
Рахи́д Алекпер оглы Амиркули́ев (лезг. Амиркъулийрин Алекперан хва Рагьид; 1 сентября 1989, село Ширвановка, Кусарский район, Азербайджанская ССР, СССР) — азербайджанский футболист, полузащитник и капитан клуба «Сабаил». Выступал за сборную Азербайджана.

## Клубная карьера
С 2003 по 2006 гг. выступал в составе ФК «Шахдаг» из города Кусары.
С 2006 по 2015 год защищал цвета клуба премьер-лиги Азербайджана «Хазар-Ленкорань». Являлся капитаном команды.

## Карьера в сборной
Защищал цвета юношеских (U-17 и U-19) сборных Азербайджана. Был признан лучшим игроком товарищеского матча между молодёжной сборной Азербайджана и юношеской сборной Узбекистана (U-20), прошедшего 20 мая 2009 года в Ленкорани.
В составе молодёжной сборной Азербайджана выступал под № 14.
С 2007 года привлекается к играм основной сборной страны.

## Достижения

### Клубные
«Хазар-Ленкорань»
- Чемпион Азербайджана: 2006/07
- Обладатель Кубка Азербайджана (3): 2006/07, 2007/08, 2010/11
- Обладатель Суперкубка Азербайджана (1): 2013
- Обладатель Кубка Содружества (1): 2008[6]

«Карабах»
- Чемпион Азербайджана: 2015/16
- Обладатель Кубка Азербайджана (1): 2015/16

### Личные
- Лучший игрок финала Кубка Азербайджана-2013[7].